# Sanfins do Douro
Sanfins do Douro is een plaats (freguesia) in de Portugese gemeente Alijó en telt 1 763 inwoners (2001).